# (5216) 1941 HA
1941 إتش أي (ويعرف أيضًا باسم (5216) 1941 إتش أي وفق تسمية الكوكب الصغير) (بالإنجليزية: 1941 HA)‏ هو كويكب ضمن حزام الكويكبات؛ وترتيبه 5216 من حيث الاكتشاف.
اكتُشف هذا الجُرم الفلكي بواسطة ليسي أوترما في 16 أبريل 1941.

## وصلات خارجية
- (5216) 1941 HA في قاعدة بيانات مختبر الدفع النفاث لأجرام النظام الشمسي الصغيرة

- الاكتشاف · مخطط المدار ·  العناصر المدارية · المعلمات المادية

- (5216) 1941 HA على موقع ويكي سكاي: DSS2, SDSS, GALEX, IRAS, Hydrogen α, X-Ray, Astrophoto, Sky Map, Articles and images